# Stanisław Komornicki-Nałęcz
Stanisław Komornicki herbu Nałęcz (ur. 26 sierpnia 1898 w Równem, zm. wiosną 1940 w Charkowie) – major artylerii Wojska Polskiego, kawaler Orderu Virtuti Militari, ofiara zbrodni katyńskiej.

## Życiorys
Urodził się 26 sierpnia 1898 w Równem, w ówczesnym powiecie krośnieńskim Królestwa Galicji i Lodomerii, w rodzinie Prota i Ewy z Niesiołowskich. Był starszym bratem Bogusława. Maturę uzyskał w 1916 w gimnazjum w Wiedniu. 10 maja 1916 wcielony do 24 pułku strzelców polowych, następnie przeniesiony do 59 pułku artylerii polowej armii austriackiej. Ukończył szkołę artylerii w Preszburgu. 
9 listopada 1918 wstąpił do Wojska Polskiego i dostał przydział do pociągu pancernego „Piłsudczyk”. Walczył w bitwie o Lwów i innych działaniach wojny polsko-ukraińskiej, następnie w wojnie polsko-bolszewickiej. W marcu 1920 pod Nachowem przyczynił się do zwycięstwa nad nieprzyjacielskim pociągiem pancernym. Za czyn ten został  odznaczony Krzyżem Srebrnym Orderu Virtuti Militari. 
Po wojnie pozostał w zawodowej służbie wojskowej. W 1923 pełnił służbę na stanowisku dowódcy pociągu pancernego nr 12, pozostając oficerem nadetatowym 9 pułku artylerii polowej w Białej Podlaskiej. W następnym roku został przeniesiony do 23 pułku artylerii polowej w Będzinie na stanowisko adiutanta pułku. W 1924 awansował do stopnia kapitana. W 1930 odkomenderowany do Biura Ogólno-Administracyjnego MSWojsk. Z dniem 1 sierpnia 1933 został przeniesiony do 17 pułku artylerii lekkiej w Gnieźnie. 4 lutego 1934 został awansowany na stopień majora ze starszeństwem z dniem 1 stycznia 1934 roku i 7. lokatą w korpusie oficerów artylerii. Po awansie został wyznaczony na stanowisko dowódcy dywizjonu. Od 1938 był I zastępcą dowódcy 13 dywizjonu artylerii konnej w Brodach (od następnego roku w Kamionce Strumiłowej).
W kampanii wrześniowej 1939 dowódca 49 dywizjonu artylerii lekkiej, ranny 17 września 1939 podczas obrony Twierdzy Brzeskiej przed XIX Korpusem Pancernym Wehrmachtu gen. Heinza Guderiana. Po agresji ZSRR na Polskę w nieznanych okolicznościach wzięty do niewoli sowieckiej, osadzony w obozie w Szepetówce, potem w Starobielsku. Wiosną 1940 został zamordowany przez funkcjonariuszy NKWD w Charkowie i pogrzebany potajemnie w bezimiennej mogile zbiorowej w Piatichatkach, gdzie od 17 czerwca 2000 mieści się oficjalnie Cmentarz Ofiar Totalitaryzmu w Charkowie. Figuruje na Liście Starobielskiej NKWD, pod poz. 1615.
5 października 2007 minister obrony narodowej Aleksander Szczygło mianował go pośmiertnie na stopień podpułkownika. Awans został ogłoszony 9 listopada 2007 w Warszawie, w trakcie uroczystości „Katyń Pamiętamy – Uczcijmy Pamięć Bohaterów”.
Stanisław Komornicki był żonaty z Izabellą z Szulców, z którą miał syna Jacka (ur. 1933) oraz córki Izabellę (ur. 1934) i Marię (ur. 1938).

## Ordery i odznaczenia
- Krzyż Srebrny Orderu Virtuti Militari nr 5182
- Złoty Krzyż Zasługi – 11 listopada 1937 „za zasługi w służbie wojskowej”[18]
- Srebrny Krzyż Zasługi – 10 listopada 1928[19][20]
- Medal Pamiątkowy za Wojnę 1918–1921[2]
- Medal Dziesięciolecia Odzyskanej Niepodległości[2]
- Państwowa Odznaka Sportowa[21]